# 카우카지엔 국가판무관부

카프카스 국가판무관부의 계획된 영역을 그린 지도.

카우카수스 국가판무관부(독일어: Reichskommissariat Kaukasien 라이히스코미사리아트 카우카지엔[*], 조지아어: კავკასიის რაიხსკომისარიატი 약자 RKK)는 나치 독일이 2차 대전 중에 캅카스 일대에 세우려고 하였던 국가판무관부이다.

## 같이 보기
- 청색 작전
- 카프카스 전투